# پلنگی (لامرد)
پلنگی روستایی از توابع بخش علامرودشت شهرستان لامرد در استان فارس ایران است که در غرب روستای برکه سفید واقع شده‌است. مردم این روستا از عشایر قشقایی می‌باشند.

## جمعیت
این روستا در دهستان کهنویه قرار دارد و براساس سرشماری مرکز آمار ایران در سال ۱۳۸۵، جمعیت آن ۳۶ نفر (۱۰ خانوار) بوده‌است.